# Масина (Њујорк)
Масина (енгл. Massena) град је у америчкој савезној држави Њујорк.

## Демографија
По попису из 2010. године број становника је 10.936, што је 273 (-2,4%) становника мање него 2000. године.
| Група             | 2000.          | 2010.          |
| Белци             | 10.625 (94,8%) | 10.077 (92,1%) |
| Афроамериканци    | 40 (0,4%)      | 71 (0,6%)      |
| Азијати           | 82 (0,7%)      | 108 (1,0%)     |
| Хиспаноамериканци | 133 (1,2%)     | 210 (1,9%)     |
| Укупно            | 11.209         | 10.936         |